# Szávodzsbolág megye

Alborz tartomány megyéinek elhelyezkedése

Szávodzsbolág megye (perzsául: شهرستان ساوجبلاغ) Irán Alborz tartománynak központi fekvésű megyéje az ország északi részén. Északon Tálegán megye, keleten Karadzs megye, délnyugaton Estehárd megye, nyugaton Nazarábád megye határolják. Székhelye a 65 000 fős Hastgerd városa. Második legnagyobb városa a  15 600 fős Sahr-e Dzsadid-e Hastgerd. További városai még: Golszár, Kuhszár.  A megye lakossága 260 345 fő a később a megyéből kivált Tálegán megyével együtt. A megye két kerületre oszlik: Központi kerület, Csendár kerület.

## Fordítás
- Ez a szócikk részben vagy egészben  a   Savojbolagh County című angol Wikipédia-szócikk ezen változatának fordításán alapul.  Az eredeti cikk szerkesztőit annak laptörténete sorolja fel. Ez a jelzés csupán a megfogalmazás eredetét és a szerzői jogokat jelzi, nem szolgál a cikkben szereplő információk forrásmegjelöléseként.